# Línea SE861 (EMT Madrid)
El Servicio Especial (S.E.) codificado como SE861 de la EMT de Madrid unió las estaciones de Atocha y Vicálvaro en sustitución de las líneas C-2, C-7 y C-8 de Cercanías Madrid, que permaneció cortada por obras los días 1 y 2 de mayo de 2024.

## Características
Esta línea prestó servicio los días 1 y 2 de mayo de 2024, uniendo las estaciones de Atocha y Vicálvaro por obras de infraestructura en la línea 930 de Adif, cubriendo por ello parte del recorrido de las líneas C-2, C-7 y C-8 de Cercanías Madrid.
Era gratuita para los usuarios, pues se trataba de un servicio especial consensuado entre ambos operadores de transporte.
Para minimizar el tiempo de espera en los primeros servicios, y a diferencia de otras líneas de autobús, cada mañana salían autobuses desde algunas paradas intermedias para complementar a los autobuses que salían desde las cabeceras, según el siguiente esquema:
| Sentido Vicálvaro | Vallecas (05:51)                  |
| Sentido Atocha    | Vallecas (06:21), El Pozo (06:25) |

## Horarios
| De 6:00 a 9:00  | cada 6-10 minutos |
| De 9:00 a 21:00 | cada 5 minutos    |
| De 21:00 a fin  | cada 6-8 minutos  |

## Recorrido y paradas
| Estación sustituida          | Parada                                                               | Parada                                                    | Conexiones con otras líneas de metro y de Cercanías |
| Estación sustituida          | Sentido Vicálvaro                                                    | Sentido Atocha                                            | Conexiones con otras líneas de metro y de Cercanías |
| ---------------------------- | -------------------------------------------------------------------- | --------------------------------------------------------- | --------------------------------------------------- |
| Atocha                       | 50010 Av. Ciudad de Barcelona con Pza. Emperador Carlos V            | 50010 Av. Ciudad de Barcelona con Pza. Emperador Carlos V | Atocha-Cercanías                                    |
| Asamblea de Madrid-Entrevías | 2196 Av. de Entrevías con C/ La Mancha                               | 2197 Av. de Entrevías frente al Nº 52                     |                                                     |
| El Pozo                      | 4645 Av. Entrevías con C/ Esteban Carros                             | 4644 Av. Entrevías con Estación El Pozo                   |                                                     |
| Vallecas                     | 1027 Av. Democracia - S/N (antes del intercambiador C/ S. Guadalupe) | 5949 Av. Democracia, 2                                    | Sierra de Guadalupe                                 |
| Santa Eugenia                | 1039 Av. del Mediterráneo con C/ Castrillo de Aza                    | 3967 Av. del Mediterráneo con Av. Sta. Eugenia            |                                                     |
| Vicálvaro                    | 4585 Av. Gran Vía del Este con C/ San Cipriano                       | 4011 San Cipriano con Av. Gran Vía del Este               | Puerta de Arganda Vicálvaro                         |